# István Báthory
 (février 2023).
Étienne Báthory de Somlyó (en hongrois : Somlyói Báthory István), né en 1477 et mort le 17 mars 1534 à Gyulafehérvár, est un noble hongrois, ancêtre de la famille Báthory. Il fut voïvode de Transylvanie de 1530 à sa mort.

## Biographie
D'une ancienne famille hongroise établie en Transylvanie, il est le fils de Michel (Miklós) Báthory (1445-1498) et de Sophie Bánffy de Losonc. Il est issu de la branche de Somlyó de la famille Báthory.
Après la bataille de Mohács en 1526, il a soutenu l'élection de Jean Zapolya, voïvode de Transylvanie, sur le trône de Hongrie, contre son concurrent Ferdinand Ier de Habsbourg. En échange, il est nommé voïvode de Transylvanie en 1530.

## Mariage et descendance
Il épousa Catherine (1492-1547), fille du trésorier royal Étienne Telegdi, et eut d'elle :
- Élisabeth (1528-1562) ;
- Michel ;
- André (mort en 1563), père de Boldizsár Báthory, du cardinal André Báthory et d'Étienne Báthory, lui-même père de Gabriel Ier Báthory, prince de Transylvanie ;
- Christophe (1530-1581), voïvode de Transylvanie et père de Sigismond Ier Báthory ;
- Étienne (1533-1586), voïvode puis prince de Transylvanie et roi de Pologne ;
- Sophie ;
- Anne (1539-1570), mère d'Élisabeth Báthory, la « dame sanglante de Csejte » ;
- Catherine.